# Saint-Georges-de-Lévéjac
Saint-Georges-de-Lévéjac là một xã ở tỉnh Lozère trong vùng Occitanie, phía nam nước Pháp.